# 大和町 (臺北市)
大和町為臺灣日治時期臺北市的舊町名，共分一～四丁目，位於臺北城內西北角，京町之西、榮町之北，鄰近北門及西門。戰後劃入城中區，今臺北市中正區西北。該町位於臺北城核心區域，金融政治相關機關林立。而今延平南路、中華路、開封街一段、漢口街一段、武昌街一段皆有部分區域於此町內，延平南路在當時名為「大和町通」。

## 町內設施
- 台北公會堂（一丁目，現中山堂）
- 台北南警察署（一丁目，現台北市警察局）
- 成淵中學（二丁目，遷址）
- 台灣商工銀行（四丁目）